# 도봉초등학교
도봉초등학교는 대한민국 경상북도 구미시에 있는 공립 초등학교이다.

## 학교 연혁
- 2004.09.01 도봉초등학교 설립
- 2005.12.15 자율장학 우수교 선정
- 2006.03.01 도교육청지정 교실수업개선 시범교육청(구미교육청) 연구중심학교 지정
- 2007.07.05 학교 도서관 활성화 우수사례 우수교 선정
- 2008.05.23 경상북도 학생과학발명품경진대회 최우수학교 수상
- 2009.01.07 제1회 경상북도 eduTop 공모전 입상 교육감상 수상
- 2009.11.28 구미시 어린이 독서왕 최우수지도학교상 수상
- 2009.12.17 구미교육청 학교단위자율장학공모제, 교실수업개선 최우수학교 수상
- 2010.02.06 도봉초등학교로 교명변경
- 2010.06.09 교육장기 육상대회 1군 우승
- 2010.06.22 구미교육청 체육활동 실적 우수교 표창 수상
- 2011.01.11 구미교육 실적발표 과학우수학교 수상
- 2011.12.07 경북과학교육 실적심사 우수학교
- 2012.12.21 경북교육 홍보우수사례 공모전 입상
- 2013.03.01 제5대 권영철 교장 선생님 부임
- 2013.05.28 대구은행 어린이 사생대회 최우수학교 수상
- 2014.02.20 제10회 졸업식(졸업생 225명, 총 2,027명)
- 2014.03.01 43학급 편성(재적 1,286명)
- 2014.09.01 제6대 김우영 교장 선생님 부임
- 2014.12.22 경북 학력관리 우수학교 선정
- 2014.12.24 경북 감사우수기관 선정
- 2014.12.30 구미 학교단위 자율수업장학 우수 공모전 장려
- 2015.01.02 경북 교육과정 우수학교 공모전 최우수
- 2015.02.13 제11회 졸업식(졸업생 214명, 총 2,241명)
- 2015.03.01 43학급 편성(재적 1,245명, 특수학급 1학급 신설)

## 참고 자료
- 도봉초등학교 - 한국교육학술정보원 학교알리미